# Concrete (999)
Concrete è il quarto album del gruppo musicale punk britannico dei 999, pubblicato nel 1981 da Albion Records e ripubblicato il 25 novembre 2003 da Ahoy Records con alcune bonus track.
L'album ha raggiunto la posizione n°192 della classifica Billboard 200.

## Tracce
- Tutte le tracce scritte da Nick Cash e Guy Days eccetto dove indicato.

1. So Greedy - 3:03
2. Li'l Red Riding Hood (Blackwell) - 2:47
3. Break It Up - 3:05
4. Taboo - 3:04
5. Mercy Mercy (Cash, Days, Labritain) - 2:30
6. Fortune Teller (Neville) - 2:22
7. Obsessed - 2:47
8. Silent Anger - 2:59
9. That's the Way It Goes - 3:22
10. Bongos on the Nile - 2:50
11. Don't You Know I Need You - 3:10
12. Public Enemy No. 1 - 2:05

### Bonus track (2003)
1. Change - 3:50
2. Lie Lie Lie [live] - 2:48
3. Wait for Your Number - 4:32
4. I Ain't Gonna Tell Ya (Watson) - 1:53
5. Indian Reservation (Loudermilk) - 3:19
6. So Greedy - 3:01
7. Wild Sun - 5:05
8. Scandal in the City - 1:55

## Crediti
Formazione:
- Nick Cash - voce, chitarra, percussioni
- Guy Days - chitarra, percussioni, voce d'accompagnamento, organo, chimes
- John Watson - basso, voce d'accompagnamento
- Pablo Labritain - batteria, voce d'accompagnamento
- Vic Maile - produttore
- Chris Gabrin - fotografia